# Editorial Pòrtic
Editorial Pòrtic es una empresa editora fundada en Barcelona en 1963 por Josep Fornas, con la colaboración inicial de Rafael Tasis, que murió en 1966. En 1986 Fornas cedió el testigo a Carme Casas i Mas, y desde 1991 la dirigió Jordi Úbeda i Bauló. En 1996 la editorial fue adquirida por la Gran Enciclopedia Catalana, aunque conservó la marca y los fondos propios como sección diferenciada. Desde 2007, su director es Josep Lluch.

## Historia
En una primera etapa, Pòrtic publicó varias colecciones con un amplio rosario de temas: biografías y memorias (con obras de Ametlla, Xammar, Bladé Desumvila), narrativa, literatura juvenil, literatura erótica (género por el que se interesa tardíamente la editorial y para el que llega a convocar un premio bianual), teatro o ensayo. Llega a publicar hasta diversos diccionarios. Publica también los Premios Recull. Después de Josep Fornas dirigirá la editorial Carme Casas i Mas (1986-91) y más tarde, Jordi Úbeda i Bauló (1991-98). En 1997 la editorial Pòrtic fue adquirida por la empresa editora de la Gran Enciclopedia Catalana, que prefirió conservar la marca y los fondos propios como sección diferenciada. 
A partir del 1998, bajo la dirección de Francesc Boada, se reestructuran sus colecciones, especializándose en libros de carácter práctico y divulgativo (guías, cocina, manuales, etc.) y en obras de uso universitario (Biblioteca Universitària, Biblioteca Oberta, Monografías). En 2007, Pòrtic se incorporà al Grup 62 y la dirección editorial va a parar a Josep Lluch.
En abril de 2008, Isidor Cònsul, antiguo responsable de Proa, asumió la dirección del sello, apostando por la creación de nuevas colecciones. La nueva etapa de Pòrtic formaba parte, según Fèlix Riera, director editorial del Grup 62, de una renovación más amplia en el ámbito del ensayo por parte de este grupo editorial.
En 2013, el grupo Edicions 62 y Gran Enciclopedia Catalana, parte de Grup 62 y propietarios del sello Pòrtic, firman un acuerdo con el Grupo Planeta, que se hace con un 30% adicional de La Caixa, sumando un 64% del nuevo grupo. La valoración del 30% de la compañía en 6 millones de euros da al grupo un valor de mercado de 20 millones de euros.

## Colecciones

### Divulgación histórica - Colección Historia nacional
Detectado el interés del público por la historia, la colección Historia nacional nace con una intención divulgativa, pero sin perder el rigor, a través de la participación de historiadores de referencia. Los libros de esta colección tienen apenas 150 páginas, e incorporan fotografías y mapas. Incluyen, al final, unas rutas de turismo cultural, alrededor del tema tratado. Los primeros títulos: Guerra Civil en Cataluña, del historiador Josep Termes;  La guerra de sucesión, de Joaquim Albareda; La Guerra del francés (1808-1814), del historiador Josep Fontana. También abordarán los maquis (por Antoni Segura y Queralt Solé), los hechos de Octubre (Jaume Bofarull), el Compromiso de Caspe...

### Biografías - Colección Testigos
La colección 'Testigos' se estrena con dos biografías: la del periodista Josep M. Planes, escrita por Jordi Ventanas, y la de Roc Boronat, mano derecha de Francesc Macià durante los hechos de Prats de Molló y que creó el Sindicato de Ciegos de Cataluña. Jordi Amat y Betsabè Garcia son los autores. Los editores también han avanzado una futura biografía de Juan García Oliver, así como de Jacinto Verdaguer y de Ramon Llull.

### Colecciones ya existentes
Pòrtic ha hecho una apuesta por la colección 'Visiones', con dos títulos complementarios: Nosotros los catalanes, de Víctor Alexandre y Cataluña: Estado de la nación, coordinado por Carles Lladó.